# Henjo Richter
Henjo Oliver Richter (Hamburg, 24. studenog 1963.) je gitarist njemačkog power metal sastava Gamma Ray.

## Životopis
Henjo je samouki glazbenik koji je počeo svirati gitaru s 13 godina. Veteran je njemačke power metal scene, ali je Gamma Ray njegov prvi veći sastav. Pridružio im se kao zamjena za gitarista Dirka Schlächtera (koji je tada počeo svirati bas-gitaru u Gamma Ray) na albumu Somewhere Out in Space iz 1997. godine.
Godine 2001. Henja je angažirao Tobias Sammet da svira gitaru na njegovom projektu Avantasia.
Godine 2005. je bio primoran propustiti dio turneje Gamma Raya nakon što je slomio ruku pri padu sa stepenica na trajektu između Stockholma i Finske.

## Zanimljivosti
- Postojale su glasine da je ponudio svoje usluge Hansenovom bivšem sastavu Helloween za njihov album Rabbit Don't Come Easy koji je izdan nakon odlaska njihovog gitarista Rolanda Grapowa.

## Diskografija

### Gamma Ray
- Somewhere Out in Space (1997.)
- The Karaoke Album (1997.)
- Power Plant (1999.)
- Blast from the Past (2000.)
- No World Order (2001.)
- Skeletons in the Closet (2003.)
- Majestic (2005.)
- Land of the Free II (2007.)
- To the Metal! (2010.)
- Empire of the Undead (2014.)

### Avantasia
- Avantasia (EP) - 2001.
- The Metal Opera - 2001.
- The Metal Opera Part II - 2002.
- Lost in Space Part I (EP album) - 2007.
- Lost in Space Part II (EP album) - 2007.
- The Scarecrow - 2008.

## Vanjske poveznice
- Gamma Ray, službene stranice